# Thomas Frandsen
Pour les articles homonymes, voir Frandsen.
Thomas Frandsen est un footballeur danois né le 25 mars 1976 à Kalundborg.

## Carrière
- 1995-96 : Viborg FF  Danemark
- 1996-97 : OB Odense  Danemark
- 1997-98 : Viborg FF  Danemark
- 1998-99 : Viborg FF  Danemark
- 1999-00 : Viborg FF  Danemark
- 2000-01 : Viborg FF  Danemark
- 2001-02 : Viborg FF  Danemark
- 2002-03 : Viborg FF  Danemark
- 2003-04 : FC Midtjylland  Danemark
- 2004-05 : FC Midtjylland  Danemark
- 2005-06 : Viborg FF  Danemark
- 2006-07 : Viborg FF  Danemark
- 2007-08 : Viborg FF  Danemark